# Hynobius tokyoensis
Hynobius tokyoensis é uma espécie de anfíbio caudado pertencente à família Hynobiidae. Endêmica do Japão.